# Krotitelé duchů (film, 2016)
Krotitelé duchů (v anglickém originále Ghostbusters, neoficiálně označovaný jako Ghostbusters 3) je americký komediální film z roku 2016, tzv. restart či reboot původního stejnojmenného filmu z roku 1984. Natočil jej režisér Paul Feig podle scénáře, na němž spolupracoval s Katie Dippoldovou. Režisér původní dvojice filmů z 80. let Ivan Reitman se na něm podílel jen produkčně, spolu s bývalou ředitelkou studia Sony Amy Pascalovou. Ačkoli z někdejšího obsazení v novém filmu vystupují Bill Murray, Dan Aykroyd i Sigourney Weaver, ústřední čtveřici krotitelů/krotitelek duchů tentokrát představují výhradně ženy: Melissa McCarthyová, Kristen Wiigová, Leslie Jonesová a Kate McKinnonová. K nim se jako asistent přidal také Chris Hemsworth.
Premiéra filmu se uskutečnila 15. července 2016, do českých kin jej plánuje v českém znění i s titulky uvést společnost Falcon od 28. července 2016. DVD distribuce se orientačně očekává od listopadu téhož roku.

## Postavy a obsazení
| Melissa McCarthyová      | Abby Yatesová, Krotitelka duchů                         |
| Kristen Wiigová          | Erin Gilbertová, Krotitelka duchů                       |
| Kate McKinnonová         | Jillian Holtzmannová, Krotitelka duchů                  |
| Leslie Jonesová          | Patty Tolanová, Krotitelka duchů                        |
| Chris Hemsworth          | Kevin Beckman, jejich recepční                          |
| Cecily Strongová         | Jennifer Lynchová                                       |
| Andy García              | primátor Bradley                                        |
| Neil Casey               | Rowan North                                             |
| Charles Dance            | Harold Filmore                                          |
| Michael Kenneth Williams | agent Hawkins                                           |
| Matt Walsh               | agent Rourke                                            |
| Ed Begley Jr.            | Ed Mulgrave Jr.                                         |
| Steve Higgins            | děkan Thomas Shanks                                     |
| Justin Kirk              | Phil Hudson, Erin přítel (rozšířená verze)              |
| Elizabeth Perkins        | Phyllis Adler (rozšířená verze)                         |
| Michael McDonalds        | Jonathan, manažer divadla                               |
| Karan Soni               | Benny                                                   |
| Zach Woods               | Gareth                                                  |
| Lesley Nicol             | paní Potterová, host v hotelu Mercado (rozšířená verze) |
| Brian Baumgartner        | Frank, host v hotelu Mercado (rozšířená verze)          |
| Toby Huss                | strážník Stevenson                                      |
| Nate Corddry             | graffiti umělec                                         |
| Katie Dippold            | realitní makléřka                                       |
| Jessica Chaffin          | servírka                                                |
| Jamie Denbo              | servírka                                                |
| Bess Rous                | duch Gertrude Aldridge                                  |
| Dave Allen               | duch                                                    |
| Steve Bannos             | duch                                                    |
| Adam Ray                 | Slimer (hlas)                                           |
| Sam Richardson           | policista ve sklepě                                     |

### Cameo role
| Bill Murray      | Martin Heiss                         |
| Dan Aykroyd      | taxikář                              |
| Ernie Hudson     | Bill Jenkins, Patty strýc            |
| Sigourney Weaver | Rebecca Gorin, Holtzmannové mentorka |
| Annie Potts      | Vanessa, recepční v hotelu           |
| Ozzy Osbourne    | sám sebe                             |
| Al Roker         | sám sebe                             |
| Pat Kiernan      | sám sebe                             |
| Greg Kelly       | sám sebe                             |
| Rosanna Scotto   | samu sebe                            |

## Přijetí
Film docílil při prvním víkendu v severoamerických kinech druhé nejvyšší návštěvnosti, když ve 3 962 kinech utržil asi 46 milionu dolarů, což např. Hollywood Reporter označil za spíše „vlažný začátek“ s ohledem na značný rozpočet (144 milionů dolarů). První příčku v domácích tržbách obsadil reprízovaný animák Tajný život mazlíčků. Na britském i australském trhu však Krotitelé duchů obsadili první místa s 6,1, resp. 3,7 milionu dolarů, v brazilských kinech pak utržil 2,2 milionu a skončil třetí.

### Ocenění
| Ocenění                            | Datum ceremoniálu | Kategorie                                                             | Nominovaný                                                                       | Výseledek |
| ---------------------------------- | ----------------- | --------------------------------------------------------------------- | -------------------------------------------------------------------------------- | --------- |
| Alliance of Women Film Journalists | 21. prosinec 2016 | Herečka, která nejvíce potřebuje nového agenta                        | Melissa McCarthy                                                                 | nominace  |
| Alliance of Women Film Journalists | 21. prosinec 2016 | Remake noeb Sequel, který neměl být natočen                           | Krotitelé duchů                                                                  | nominace  |
| Annie Awards                       | 4. únor 2017      | Outstanding Achievement, Animated Effects in a Live Action Production | Terry Bannon, Nicholas Tripodi, Daniel Fotheringham, Matt Weaver a Julien Boudou | nominace  |
| Black Reel Awards                  | 16. únor 2017     | Objev roku – herečka                                                  | Leslie Jones                                                                     | nominace  |
| Critics' Choice Awards             | 11. prosinec 2016 | Nejlepší herečka v komediálním filmu                                  | Kate McKinnonová                                                                 | nominace  |
| Kids' Choice Awards                | 11. březen 2017   | Nejlepší film                                                         | Krotitelé duchů                                                                  | vítězství |
| Kids' Choice Awards                | 11. březen 2017   | Nejoblíbenější filmový herec                                          | Chris Hemsworth                                                                  | vítězství |
| Kids' Choice Awards                | 11. březen 2017   | Nejoblíbenější filmová herečka                                        | Melissa McCarthy                                                                 | vítězství |
| Kids' Choice Awards                | 11. březen 2017   | Nejoblíbenější filmová herečka                                        | Kristen Wiigová                                                                  | nominace  |
| Kids' Choice Awards                | 11. březen 2017   | Nejoblíbenější skupina                                                | Melissa McCarthy, Kristen Wiigová, Kate McKinnonová a Leslie Jones               | nominace  |
| People's Choice Awards             | 18. leden 2017    | Nejlepší komediální film                                              | Krotitelé duchů                                                                  | nominace  |
| People's Choice Awards             | 18. leden 2017    | Nejlepší herečka v komediálním filmu                                  | Melissa McCarthy                                                                 | vítězství |
| People's Choice Awards             | 18. leden 2017    | Nejlepší herečka v komediálním filmu                                  | Kristen Wiigová                                                                  | nominace  |
| People's Choice Awards             | 18. leden 2017    | Nejlepší herec v komediálním filmu                                    | Chris Hemsworth                                                                  | nominace  |
| Teen Choice Awards                 | 31. červenec 2016 | Nejlepší letní film                                                   | Krotitelé duchů                                                                  | nominace  |
| Teen Choice Awards                 | 31. červenec 2016 | Nejlepší letní filmová hvězda - žena                                  | Melissa McCarthy                                                                 | nominace  |
| Teen Choice Awards                 | 31. červenec 2016 | Nejlepší letní filmová hvězda - žena                                  | Kristen Wiigová                                                                  | nominace  |
| Teen Choice Awards                 | 31. červenec 2016 | Nejlepší letní filmová hvězda - muž                                   | Chris Hemsworth                                                                  | nominace  |
| Women Film Critics Circle          | 19. prosinec 2016 | Nejlepší herečka v komediálním filmu                                  | Kate McKinnonová                                                                 | vítězství |
| Women Film Critics Circle          | 19. prosinec 2016 | Nejlepší obsazení                                                     | Obsazení filmu Krotitelé duchů                                                   | nominace  |
| Women Film Critics Circle          | 19. prosinec 2016 | Nejlepší ženská superhrdinka                                          | Ženy z filmu Krotitelé duchů                                                     | vítězství |